# Wolke Hegenbarth
Wolke Alma Hegenbarth (Meerbusch, 6 maggio 1980) è un'attrice tedesca, attiva principalmente in campo televisivo.
Sul piccolo schermo è apparsa in una trentina di differenti produzioni, a partire dalla fine degli anni novanta.  Il ruolo che le ha dato la popolarità è quello di Alexandra "Alex" Degenhardt nella serie televisiva Mein Leben & Ich (2001-2009), ruolo che le ha valso vari riconoscimenti; altri suoi ruoli principali sono quello di Isabelle "Bella" Meininger nel film TV Due valigie per un amore (2005), quello di Jule Schmitt nella serie televisiva Hamburg Distretto 21 (Notruf Hafenkante, 2010-2111) e quello di Kara Degen nella serie televisiva Alles Klara (2012-...), ecc.
È parente del fumettista Johannes Hegenbarth, in arte Hannes Hegen (1925-2014), e del pittore Josef Hegenbarth (1884-1962).

## Filmografia

### Cinema
- Freundinnen und andere Monster (1998)
- Playa del futuro (2005)

### Televisione
- Die Camper - serie TV, 13 episodi (1997)
- Ich liebe meine Familie, ehrlich - film TV (1999)
- OA jagt Oberärztin - film TV (1999)
- Die Anrheiner - serie TV, 3 episodi (1999)
- Drehkreuz Airport - serie TV, 1 episodio (2001)
- Schloßhotel Orth - serie TV, 1 episodio (2001)
- Polizeiruf 110 - serie TV, 2 episodi (2001-2002)
- Mein Leben & Ich - serie TV, 74 episodi (2001-2009)
- Il commissario Herzog (Der Alte) - serie TV, 1 episodio (2002)
- Die Schönste aus Bitterfeld - film TV (2003)
- Squadra Speciale Colonia - serie TV, 1 episodio (2004)
- SOKO 5113 - serie TV, 1 episodio (2004)
- Crazy Race 2 - Warum die Mauer wirklich fiel - film TV (2004)
- Tote Hose - Kann nicht, gibt's nicht - film TV (2005)
- Due valigie per un amore - film TV (2005)
- Der Prinz von nebenan - film TV (2008)
- Liebesticket nach Hause - film TV (2008)
- Amore sui tetti - film TV (2009)
- Im Brautkleid durch Afrika - film TV (2010)
- Squadra Speciale Cobra 11 - serie TV,  1 episodio (2010)
- Hamburg Distretto 21 - serie TV (2010-2011)
- Indisch für Anfänger - film TV (2011)
- Es kommt noch dicker  - serie TV, 7 episodi (2012)
- Alles Klara - serie TV, 40+ episodi (2012-...)

## Teatro
- 2002: Wenn es Herbst wird, di René Heinersdorff

## Premi e nomination (lista parziale)
- 2002: Nomination al Premio Adolf Grimme per Mein Leben & Ich
- 2004: Deutscher Comedypreis come miglior attrice in una commedia per Mein Leben & Ich
- 2005: Nomination al Deutscher Comedypreis come miglior attrice in una commedia per Mein Leben & Ich
- 2006: Nomination al Deutscher Comedypreis come miglior attrice in una commedia per Mein Leben & Ich

## Doppiatrici italiane
- Rossella Acerbo in Hamburg Distretto 21[4]